# Sudor inglés

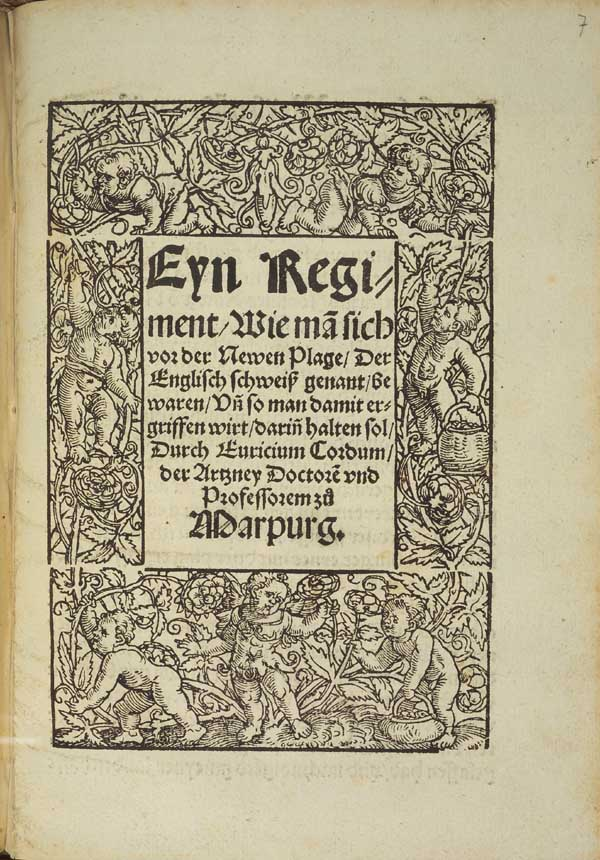
Portada de Der Englische Schweiß, estudio sobre el sudor inglés de Euricius Cordus en 1529.

El sudor inglés, también llamado sudor anglicus o pestis sudorosa, fue una enfermedad muy contagiosa y generalmente mortal que afectó a Inglaterra en varias oleadas durante los siglos XV y XVI, para desaparecer luego. Su síntoma principal era una sudoración intensa, lo que le dio el nombre. Se desconoce el origen de esta enfermedad, aunque se ha conjeturado con varias causas como la gripe o los hantavirus. No atacaba a los bebés ni a los niños pequeños, y sus víctimas eran, mayoritariamente, hombres.

## Epidemia
La epidemia de sudor inglés comenzó en Milford Haven a principios del reinado de Enrique VII, entre su ascensión al trono, el 7 de agosto de 1485, y antes de la batalla de Bosworth, el 22 del mismo mes. En Londres estalló con la llegada del rey el día 28, provocando una gran mortandad. El sudor inglés o sudor ánglico mató en Londres a dos alcaldes, cuatro concejales, muchos nobles y gran cantidad de gente del pueblo. La coronación de Enrique VII se pospuso y la Universidad de Oxford tuvo que cerrar. 
Esta alarmante enfermedad, que pronto se conoció como sweating sickness (‘enfermedad del sudor’), era muy diferente a la peste conocida entonces, no solo a causa de sus síntomas, sino también por su muy rápido y a menudo mortal curso. La enfermedad se manifestaba súbitamente, durante la noche o por la mañana temprano, y alcanzaba su momento crítico en pocas horas, concluyendo con un coma fatal o con una rápida recuperación.
Hubo brotes virulentos en los años 1485/1486, 1502, 1507, 1517, 1528/1529 y 1551/1552, aunque la proporción de muertos debido a la epidemia no está documentada. En 1551 fue estudiada a fondo y documentada por el médico inglés John Caius. Desde 1578 no se han conocido nuevos casos.
John Caius describió así la enfermedad en su libro publicado en 1552: 

En 1485, AÑO DEL SEÑOR, días después del 7 de agosto... hubo entre el pueblo una plaga que duró el resto de ese mes y todo septiembre, la cual, por su repentina severidad y desusada crueldad sobrepasó a la peste... Mataba de inmediato: a unos cuando abrían las ventanas, a otros cuando jugaban con sus hijos en las puertas de las casas, a otros más en el transcurso de una hora, a muchos en dos horas, y, cuando más tardaba, a quienes habían comido alegremente les servía de deplorable cena.

El brote de 1528, que afectó a Ana Bolena, pasó del Reino Unido a Hamburgo, donde provocó más de un millar de muertes en una semana. Se extendió a Suiza, hacia el norte a Dinamarca, Suecia y Noruega y hacia el este a Lituania, Polonia y Rusia. También apareció en Bélgica y los Países Bajos, probablemente por transmisión directa desde Inglaterra, puesto que apareció simultáneamente en las ciudades de Amberes y Ámsterdam. En cada lugar la infección no duró más de un par de semanas y antes de finalizar el año había desaparecido, excepto en el este de Suiza, donde permaneció hasta el año siguiente. Después, no volvió a aparecer en la Europa continental, donde se la conoció como «peste inglesa». 
Una enfermedad similar, llamada en Francia suette de Picardie, se produjo en Francia, Italia y el sur de Alemania entre 1718 y 1947; afectaba durante un período de una a dos semanas y era menos mortal, además de ir acompañada de una erupción cutánea, la miliaria.

## Etiología
Las causas de la enfermedad son desconocidas, aunque algunos estudiosos han culpado a las aguas residuales y a la falta de higiene. Los brotes ocurrían en verano, desapareciendo al llegar el otoño.
La primera epidemia surgió a finales de la guerra de las Dos Rosas, lo que podría significar que la enfermedad la llevaron a Inglaterra los mercenarios franceses de Enrique VII, que fueron inmunes a ella. El hecho de que la epidemia atacase por igual a ricos y pobres explica la razón por la que se estudió en particular, a diferencia de otras enfermedades de la época. Hoy día, las conjeturas acerca de la causa de la enfermedad van desde la gripe a fiebre reincidente transmitida por pulgas y piojos o a infecciones por Hantavirus.

## Cuadro clínico
Fueron estudiados por los médicos contemporáneos John Caius y Euricius Cordus:
- Miedo intenso, seguido de escalofríos, temblor corporal, mareos, dolor de cabeza y en el cuello, hombros y extremidades, todo ello acompañado de un gran agotamiento, sed e inapetencia, falta de aire y fiebre altísima, etapa que duraba entre media y tres horas.
- En las últimas etapas de la enfermedad los síntomas eran de agotamiento general, somnolencia y, en algunos casos, convulsiones.
- Frecuentes hemorragias nasales.

Los pacientes fallecían entre cuatro y doce horas después de manifestar los primeros síntomas; de los pocos que conseguían superar las 24 horas, la mayoría sobrevivió.